# Javier Olivera
Javier Olivera (Buenos Aires, 1969) es un artista visual, director y guionista de cine argentino que reside y trabaja en Madrid, España. Es hijo del reconocido director de cine Héctor Olivera, ahijado de Fernando Ayala, y nieto del posible "creador" del subtitulado, Alberto Etchebehere.

## Actividad profesional
Aprendió pintura con Luis Felipe Noé y con Eduardo Stupía, después estudió cine en Estados Unidos en la University of California UCLA y literatura en la Fundación Ortega y Gasset de España. En cine coescribió y dirigió películas que fueron exhibidas en festivales y muestras internacionales, tales como El visitante (1999) , El camino (2000) , Floresta (2007) , Mika, mi guerra de España (2013) y La sombra  (2015). Codirigió con Héctor Olivera y Alejandro Maci la serie unitaria Laura y Zoe emitida en 1998 por (Canal 13) protagonizada por Cecilia Roth y Susú Pecoraro. Dirigió series y videos documentales para Bacua, Instituto Nacional de Asuntos Indígenas, Canal Encuentro, Telesur y UNICEF y, en forma paralela, desde 1990 realizó obras -pinturas, fotos, videos monocanal y video instalaciones- que fueron exhibidos dentro y fuera de su país en centros culturales galerías de arte y museos en muestras individuales y colectivas, algunas de las cuales forman parte de colecciones privadas en Argentina, España, Estados Unidos y Francia.

## Filmografía
Dirección
- La extraña. Notas sobre el (auto) exilio (2018)
- La sombra  (2015)
- Mika, mi guerra de España  (2013)
- Floresta (2007)
- El camino (2000)
- El visitante (1999)

Intérprete
- Revolución, el cruce de Los Andes (2010) como

Bernardo O' Higgins
Producción
- La sombra (2015)
- Mika, mi guerra de España (2013)

Guionista
- La sombra (2015)
- El patrón: radiografía de un crimen (2014)
- Mika, mi guerra de España (2013)
- El camino (2000)
- El visitante (1999)

Fotografía
- La sombra (2015)

Montaje
- La sombra (2015)

Argumento
- El camino (2000)

Colaboración en el guion
- El mural (2010)

Meritorio de dirección
- El año del conejo (1987)

Meritorio de producción
- Buenos Aires Rock (1983)

Director asistente
- El mural (2010)

Making of
- Una sombra ya pronto serás (1994)

## Premios y candidaturas
Academia de las Artes y Ciencias Cinematográficas de la Argentina, 2015
- Premio al mejor guion adoptado para El patrón: radiografía de un crimen compartido con Sebastián Schindel y Nicolás Batlle.

Asociación de Cronistas Cinematográficos de la Argentina, Premios Cóndor 2016
- Candidata al Premio al Mejor Documental La sombra
- Candidato al Premio al Mejor Guion Adaptado, El patrón: radiografía de un crimen   compartido con Sebastián Schindel y Nicolás Batlle.

Premios Cóndor 2010
- Candidata al Premio  a la Mejor Ópera Prima
- El visitante